# 古森河畔圣格奥尔根
古森河畔圣格奥尔根是奥地利上奥地利州佩尔格县的一个市镇。总面积7.1平方公里，总人口3616人，人口密度509.3人/平方公里（2005年）。